# Mid-Eastern Athletic Conference (pallavolo)
La Mid-Eastern Athletic Conference è una delle 32 conference di pallavolo femminile affiliate alla NCAA Division I, la squadra vincitrice accede di diritto al torneo NCAA.

## Membri

| Squadra                | Sede          | Stato                 | Fondazione | Soprannome    | Affiliazione |
| ---------------------- | ------------- | --------------------- | ---------- | ------------- | ------------ |
| Coppin State           | Baltimora     | Maryland              | 1987       | Eagles        | 1987         |
| Delaware State         | Dover         | Delaware              | ?          | Hornets       | 1986         |
| Howard                 | Washington    | Distretto di Columbia | ?          | Lady Bison    | 1983         |
| Maryland Eastern Shore | Princess Anne | Maryland              | 1983       | Hawks         | 1983         |
| Morgan State           | Baltimora     | Maryland              | 1965       | Bears         | 1984         |
| Norfolk State          | Norfolk       | Virginia              | 1980       | Spartans      | 1997         |
| North Carolina Central | Durham        | Carolina del Nord     | 1975       | Eagles        | 1983         |
| South Carolina State   | Orangeburg    | Carolina del Sud      | 1983       | Lady Bulldogs | 1983         |

### Ex membri
| Squadra                  | Ingresso | Uscita |
| ------------------------ | -------- | ------ |
| North Carolina A&T State | 1984     | 2020   |
| Bethune-Cookman          | 1987     | 2019   |
| Florida A&M              | 1987     | 2019   |
| Hampton                  | 1995     | 2017   |
| Savannah State           | 2011     | 2018   |

## Arene
| Squadra                | Arena                      | Capacità |
| ---------------------- | -------------------------- | -------- |
| Coppin State           | Physical Education Complex | 4 100    |
| Delaware State         | Memorial Hall              | 1 800    |
| Howard                 | Burr Gymnasium             | 2 700    |
| Maryland Eastern Shore | Hytche Athletic Center     | 5 500    |
| Morgan State           | Hill Field House           | 4 000    |
| Norfolk State          | Gill Gymnasium             | 500      |
| North Carolina Central | McDougald-McLendon Arena   | 3 500    |
| South Carolina State   | Dukes Gymnasium            | 2 700    |

## Albo d'oro
| Anno          | Podio                    | Podio                    | Podio |
| Campione      | Seconda                  | Terza                    |       |
| ------------- | ------------------------ | ------------------------ | ----- |
| 1984 Dettagli | Howard                   | North Carolina A&T State | -     |
| 1985 Dettagli | Howard                   | North Carolina A&T State | -     |
| 1986 Dettagli | Delaware State           | Maryland Eastern Shore   | -     |
| 1987 Dettagli | Howard                   | Florida A&M              | -     |
| 1988 Dettagli | Florida A&M              | North Carolina A&T State | -     |
| 1989 Dettagli | Howard                   | Florida A&M              | -     |
| 1990 Dettagli | South Carolina State     | Florida A&M              | -     |
| 1991 Dettagli | Howard                   | Morgan State             | -     |
| 1992 Dettagli | Morgan State             | Florida A&M              | -     |
| 1993 Dettagli | Howard                   | Florida A&M              | -     |
| 1994 Dettagli | Howard                   | Morgan State             | -     |
| 1995 Dettagli | Florida A&M              | Morgan State             | -     |
| 1996 Dettagli | Florida A&M              | Morgan State             | -     |
| 1997 Dettagli | Morgan State             | Florida A&M              | -     |
| 1998 Dettagli | Morgan State             | North Carolina A&T State | -     |
| 1999 Dettagli | Florida A&M              | Morgan State             | -     |
| 2000 Dettagli | Morgan State             | Florida A&M              | -     |
| 2001 Dettagli | Florida A&M              | Morgan State             | -     |
| 2002 Dettagli | Florida A&M              | Morgan State             | -     |
| 2003 Dettagli | Florida A&M              | Maryland Eastern Shore   | -     |
| 2004 Dettagli | Florida A&M              | Maryland Eastern Shore   | -     |
| 2005 Dettagli | Florida A&M              | North Carolina A&T State | -     |
| 2006 Dettagli | Florida A&M              | Morgan State             | -     |
| 2007 Dettagli | Florida A&M              | Maryland Eastern Shore   | -     |
| 2008 Dettagli | Florida A&M              | Maryland Eastern Shore   | -     |
| 2009 Dettagli | Florida A&M              | Maryland Eastern Shore   | -     |
| 2010 Dettagli | South Carolina State     | Delaware State           | -     |
| 2011 Dettagli | Maryland Eastern Shore   | Florida A&M              | -     |
| 2012 Dettagli | Maryland Eastern Shore   | Florida A&M              | -     |
| 2013 Dettagli | Hampton                  | Coppin State             | -     |
| 2014 Dettagli | Hampton                  | Howard                   | -     |
| 2015 Dettagli | Howard                   | Bethune-Cookman          | -     |
| 2016 Dettagli | Howard                   | Florida A&M              | -     |
| 2017 Dettagli | Howard                   | Florida A&M              | -     |
| 2018 Dettagli | Howard                   | North Carolina A&T State | -     |
| 2019 Dettagli | Howard                   | Morgan State             | -     |
| 2020 Dettagli | North Carolina A&T State | Coppin State             | -     |
| 2021 Dettagli | Howard                   | Delaware State           | -     |
| 2022 Dettagli | Delaware State           | Coppin State             | -     |
| 2023 Dettagli | Coppin State             | Howard                   | -     |
| 2024 Dettagli | Delaware State           | Howard                   | -     |

## Palmarès
| Squadre                  | Titoli | Stagioni                                                                     |
| ------------------------ | ------ | ---------------------------------------------------------------------------- |
| Florida A&M              | 13     | 1988, 1995, 1996, 1999, 2001, 2002, 2003, 2004, 2005, 2006, 2007, 2008, 2009 |
| Howard                   | 13     | 1984, 1985, 1989, 1991, 1993, 1994, 1999, 2015, 2016, 2017, 2018, 2019, 2021 |
| Morgan State             | 4      | 1992, 1997, 1998, 2000                                                       |
| Delaware State           | 3      | 1986, 2022, 2024                                                             |
| South Carolina State     | 2      | 1990, 2010                                                                   |
| Maryland Eastern Shore   | 2      | 2011, 2012                                                                   |
| Hampton                  | 2      | 2013, 2014                                                                   |
| North Carolina A&T State | 1      | 2020                                                                         |
| Coppin State             | 1      | 2023                                                                         |